# Isaac Cofie
Isaac Cofie (Accra, 5 april 1991) is een Ghanees voetballer die doorgaans speelt als middenvelder. In januari 2025 tekende hij voor Mağusa Türk Gücü. Cofie maakte in 2012 zijn debuut in het Ghanees voetbalelftal.

## Clubcarrière
Cofie speelde in de jeugd van Genoa, waarvoor hij op 2 mei 2010 debuteerde in het eerste team, in de Serie A. Hij viel toen in tijdens een wedstrijd tegen Bari (3–0 nederlaag). Genoa verhuurde hem vervolgens aan achtereenvolgens Torino, Piacenza en Sassuolo, in die tijd alle drie actief in de Serie B. In de zomer van 2012 verkaste de middenvelder naar Chievo Verona, waar hij één seizoen speelde. Na die jaargang kocht Genoa hem voor drie miljoen euro terug. Cofie speelde het daaropvolgende seizoen zeventien wedstrijden voor de club. Genoa verhuurde hem gedurende het seizoen 2014/15 vervolgens weer aan Chievo Verona en in augustus 2015 voor een jaar aan Carpi, dat daarbij een optie tot koop bedong. In de zomer van 2018 verliet Cofie Genoa. Hierop tekende hij voor twee seizoenen bij Sporting Gijón. Een jaar na zijn komst mocht de Ghanees transfervrij vertrekken, waarna hij tekende voor Sivasspor. Medio 2023 verkaste hij naar Ümraniyespor. Het Cypriotische Mağusa Türk Gücü contracteerde hem in januari 2025.

## Interlandcarrière
Cofie maakte zijn debuut in het Ghanees voetbalelftal op 8 september 2012, toen met 2–0 gewonnen werd van Malawi.
| Interlands van Isaac Cofie voor Ghana | Interlands van Isaac Cofie voor Ghana | Interlands van Isaac Cofie voor Ghana | Interlands van Isaac Cofie voor Ghana | Interlands van Isaac Cofie voor Ghana | Interlands van Isaac Cofie voor Ghana | Interlands van Isaac Cofie voor Ghana |
| №                                     | Datum                                 | Wedstrijd                             | Uitslag                               | Competitie                            | Goals                                 |                                       |
| Als speler bij Genoa                  | Als speler bij Genoa                  | Als speler bij Genoa                  | Als speler bij Genoa                  | Als speler bij Genoa                  | Als speler bij Genoa                  | Als speler bij Genoa                  |
| ------------------------------------- | ------------------------------------- | ------------------------------------- | ------------------------------------- | ------------------------------------- | ------------------------------------- | ------------------------------------- |
| 1                                     | 8 september 2012                      | Ghana – Malawi                        | 2 – 0                                 | AK 2013 kwalificatie                  |                                       |                                       |

Bijgewerkt op 24 januari 2025.

## Erelijst
| Türkiye Kupası | 1 | 2021/22 |